# Parada musical

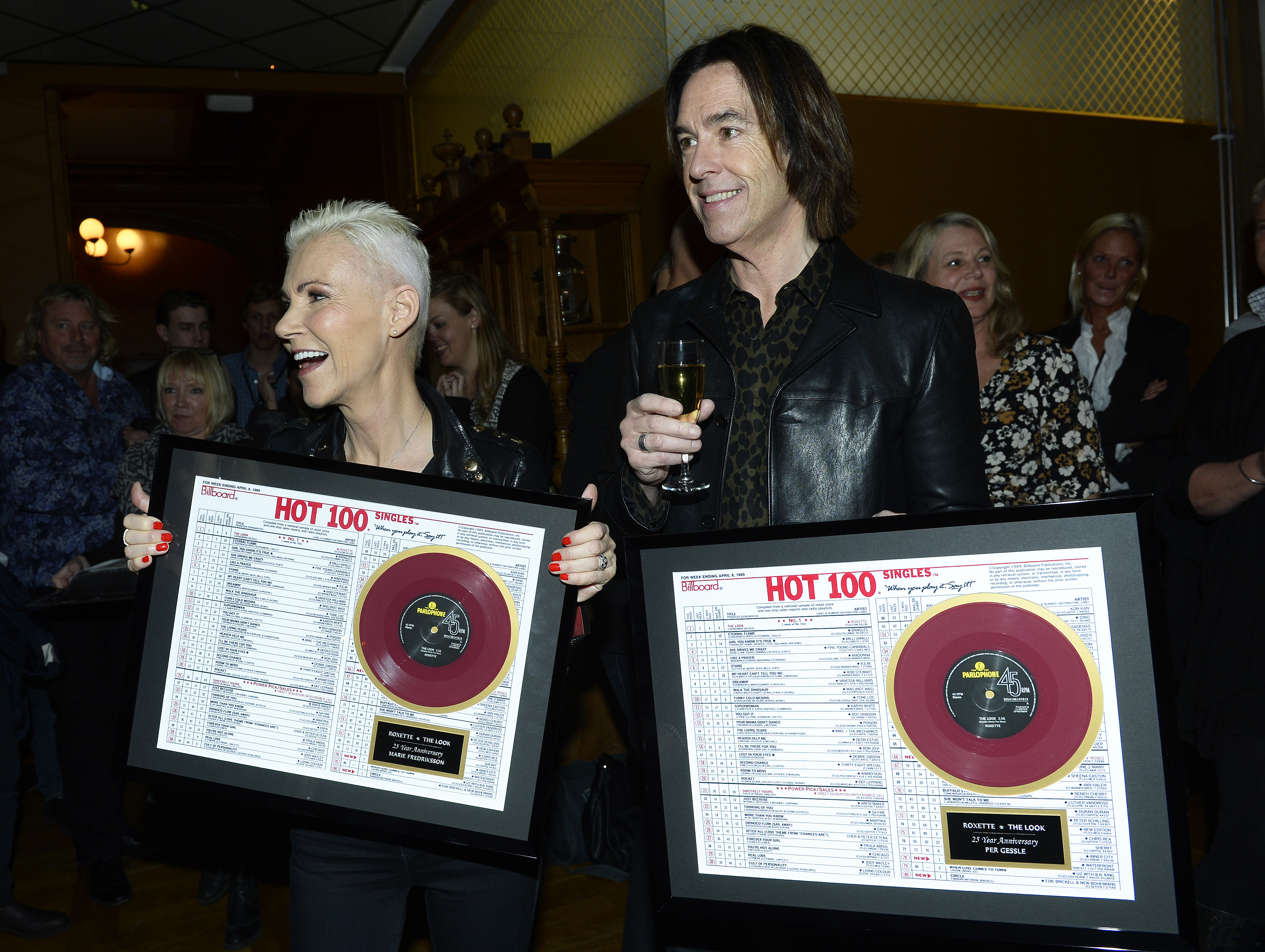
Roxette (Marie Fredriksson and Per Gessle) celebrate the 25th anniversary of their single "The Look" reaching the top spot on the Billboard Hot 100.

Uma parada musical (outros nomes: parada de sucessos, top musical, tabela musical, lista musical ou chart) é um método de classificar canções de acordo com sua popularidade durante um determinado período de tempo.

## Critérios
As paradas musicais podem ser baseadas em vários critérios. Os mais comuns são as vendas de LPs, cassetes e CDs; quantidade de vezes que foi tocada nas rádios; pedidos nas paradas das rádios e; recentemente, a quantidade de downloads.
Algumas paradas são específicas de um gênero musical e a maioria de um local geográfico particular. O período mais comum de uma parada é de uma semana, com ela sendo publicada ou impressa (em revistas) no fim deste período. Paradas anuais e de décadas são calculadas baseadas nas paradas semanais correspondentes a cada ano. O fato de estar em uma parada vem se tornando cada vez mais importante para as canções.
São criadas também paradas menores de um determinado número de singles. Por exemplo, uma canção que esteja em sétimo lugar pode ser dita como sendo um hit do "Top 10", mesmo quando não há limitações para a parada de ter apenas um top 10 em determinada região.

## Paradas existentes
Abaixo algumas das mais conhecidas paradas musicais do mundo.
| País                      | Parada(s) |
| ------------------------- | --- |
| Alemanha                  | Media Control Charts, Deutsche Alternative Charts |
| Austrália                 | ARIA Charts |
| Áustria                   | Ö3 Austria Top 40 |
| Bélgica                   | Ultratop, De Afrekening |
| Brasil                    | Top 100 Brasil, Crowley Broadcast Analysis, Brasil Hot 100 |
| Canadá                    | Canadian Singles Chart, CHUM Chart, Canadian Hit 30 Countdown, The R3-30, Mediabase, Canadian Hot 100 |
| Dinamarca                 | Tracklisten |
| Estados Unidos da América | Billboard Hot 100, Billboard Pop 100, Billboard 200, Top 40 Mainstream, Mainstream Rock Tracks, Modern Rock Tracks, Chart-topper, Hawaiian Island Charts, Hit Parade, American Country Countdown, Mediabase |
| Europa                    | Eurochart Hot 100 Singles |
| Finlândia                 | Finland Singles Chart, Mitä hittiä, YLE Top40 |
| Grécia                    | Hellenic Alternative Charts |
| Irlanda                   | Irish Albums Chart, Irish Singles Chart |
| Japão                     | Original Confidence, Planet chart, Soundscan, Music Research, Music Labo, Oricon, Tokio Hot 100, Osakan Hot 100                                                                                             |
| Letônia                   | Latvian Singles Chart, Latvian Airplay Chart |
| Lituânia                  | Lithuanian Singles Chart, Lithuania Airplay Chart |
| Noruega                   | VG-lista |
| Nova Zelândia             | Recording Industry Association of New Zealand |
| Países Baixos             | MegaCharts, Dutch Top 40, Mega Top 50 |
| Polônia                   | Polish National Top 50 |
| Portugal                  | Top 50 Nacional, Hit List Portugal |
| Reino Unido               | UK Albums Chart, UK Singles Chart, The Official UK Charts Company |
| Romênia                   | Romanian Top 100 |
| Rússia                    | Russian Airplay Chart, Moscow Airplay Chart |
| Sérvia                    | Pop Top Lista |
| Suécia                    | Sverigetopplistan |
| Suíça                     | Swiss Charts |